# Kinosternon angustipons
Kinosternon angustipons is een schildpad uit de familie modder- en muskusschildpadden (Kinosternidae).

## Naam en indeling
De wetenschappelijke naam van de soort werd voor het eerst voorgesteld door John Marshall Legler in 1965.  De soortaanduiding angustipons is afgeleid van angustus, 'smal' en pons, 'brug'. Deze naam slaat op de smalle verbinding russen het buik- en rugschild. 

## Uiterlijke kenmerken
De schildpad bereikt een rugschildlengte tot ongeveer 12 centimeter, de mannetjes blijven iets kleiner. Het rugschild is bruin van kleur en draagt bij volwassen exemplaren geen kielen. Het is schild is vrij laag en wat afgeplat aan de bovenzijde. Bij oudere exemplaren komen de schubben enigszins dakpansgewijs te liggen. Bij jonge dieren zijn drie onduidelijke lengtekielen aan de bovenzijde van het schild te zien die echter al snel verdwijnen. 
Het buikschild is geel van kleur, het is smal en heeft een kruisvorm. Er zijn twee scharnieren aanwezig. De inguinaalschub raakt de axiliaire schub. De plastronformule is als volgt: abd >  an >  hum >  fem >  gul >  pect.
De huid van de poten is grijsbruin gekleurd. De kop is donkerbruin aan de bovenzijde, de zijkanten zijn lichter tot geelbruin. Onder de kin zijn drie tot zes gele baarddraden aanwezig. De poten dragen goed ontwikkelde zwemvliezen en vijf klauwen aan de voorpoten, er zijn vier klauwen aan de achterpoten. 
Mannetjes zijn van vrouwtjes te onderscheiden door een langere en dikkere staart. 

## Verspreiding en habitat
Kinosternon angustipons komt voor in delen van Midden-Amerika en leeft in de landen Costa Rica, Nicaragua en Panama. Hier leeft de schildpad in de Atlantische kustvlaktes. 
De habitat bestaat uit ondiepe en langzaam stromende wateren in relatief zeer warme streken. 
tropische en subtropische bossen

## Levenswijze
Het menu is gevarieerd, zowel kleine dieren zoals insecten worden gegeten maar ook plantaardig materiaal zoals afgevallen blaadjes. De voortplantingstijd loopt van mei tot juli. De vrouwtjes graven slechts een enkel nest waarbij gemiddeld vier eieren worden afgezet. De eieren zijn ongeveer 22 millimeter breed en 40 mm lang. Ze hebben een witte kleur en het oppervlak van de eierschaal heeft een grove structuur.
De schildpad heeft voornamelijk rovende zoogdieren als vijand, zoals poema's. Op de huid worden vaak grote aantallen bloedzuigers aangetroffen.

## Beschermingsstatus
Door de internationale natuurbeschermingsorganisatie IUCN is de beschermingsstatus 'kwetsbaar' toegewezen (Vulnerable of VU).